# Angelo Leo
Angelo Leo est un boxeur américain né le 15 mai 1994 à Las Vegas, Nevada.

## Carrière
Passé professionnel en 2012, il remporte le titre vacant de champion du monde des poids super-coqs WBO le 1er août 2020 après sa victoire aux points contre Tramaine Williams mais est battu dès le combat suivant par Stephen Fulton le 23 janvier 2021.
Le 10 août 2024, Leo bat Luis Alberto Lopez par KO au 10e round et devient champion IBF des poids plumes. Il conserve son titre aux points le 24 mai 2025 à Osaka aux dépens du Japonais Tomoki Kameda.